# بوکونی
بوکونی (به مجاری:  Bököny) یک منطقهٔ مسکونی در مجارستان است که در ناحیه نادی‌کالو واقع شده‌است. بوکونی ۳۵٫۴۷ کیلومتر مربع مساحت و ۳٬۲۷۵ نفر جمعیت دارد.